# یوگسلاوی ۱۵۵۴

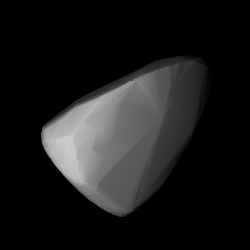
مدل سه‌بُعد سیارک ۱۵۵۴ طبق منحنی نور آن

سیارک ۱۵۵۴ (به انگلیسی: 1554 Yugoslavia، نامگذاری:1940RE) هزار و پانصد و پنجاه و چهارمین سیارک کشف شده‌است که در ۶ سپتامبر ۱۹۴۰ کشف شد.
قدر مطلق سیارک برابر ۱۱٫۹۰ است.